# Ignasi Enric Jordà i Caballé
Ignasi Enric Jordà i Caballé   (Cervera de la Marenda, 20 de maig de 1886 - Barcelona, 3 de desembre de 1977) fou eclesiàstic, pedagog i periodista.

## Biografia
Passà la infància a Palamós. Estudià batxillerat i es formà al Seminari de Girona. Va ser ordenat sacerdot el 10 de juny de 1911 i restà vinculat a la parròquia del Mercadal de Girona. Exercí de mestre a Llagostera i el 1913 fou admès com alumne a l'Escuela Superior de Magisterio de Madrid on entrà en contacte amb l'ideari i les propostes educatives de la Institución Libre de Enseñanza. En acabar, 1916, va ser professor numerari de llengua i literatura a l'Escola Normal de Magisteri Girona.
Cursà els estudis de filosofia i lletres a la Universitat de Barcelona on es llicencià amb premi extraordinari el 1919. També donà classes de literatura i llengua a l'Institut de Girona entre 1919 i 1924. Es doctorà el 1920, a la madrilenya Universitat Central de Madrid, amb premi extraordinari concedit per un tribunal presidit per José Ortega y Gasset.
Fou director de la revista Gerunda des de la seva creació el 1920 fins a 1934. Aquesta publicació era l'òrgan d'expressió de l'Associació de Mestres Catòlics gironina.
Ideològicament Jordà i Caballé era proper a la Lliga Regionalista, vinculat al moviment catalanista i soci des de 1918 de l'Associació Protectora de l'Ensenyança Catalana. Entre 1917 i 1936 va ensenyar llengua i cultura catalanes als futurs mestres de la Normal gironina. Acció promoguda per aquella entitat per dotar de càtedres de català a les escoles de mestres catalanes i que comptà amb l'anuència de l'Ajuntament de Girona. En la tasca de fornir als futurs mestres del coneixement de la llengua i la literatura catalanes rebé el suport rellevant de Pompeu Fabra. Fou membre del Consistori dels Jocs Florals de Girona (1931)
Durant la Segona República Espanyola, Jordà desplegà una intensa activitat per a la normalització i aprenentatge del català nombroses poblacions de terres gironines i entre els funcionaris públics.
Especialment durant aquests anys, Ignasi Enric Jordà intensificà el programa de visites culturals i excursions per als alumnes normalistes. Com apunta Joaquim Puigbert, aquestes activitats mostraven «el clima de treball, entusiasme i companyonia que vivien els alumnes» en uns anys en què «el professor Jordà esdevé el punt de referència més significat del Claustre de professors després del trasllat a Barcelona de Cassià Costal».
De retorn a Girona, mantingué una discreta distància del règim franquista en tot el que era possible. Animà els cercles d'estudis dels mestres vinculats a l'Acció Catòlica que representaven una certa alternativa crítica al Sindicato Español del Magisterio (SEM) vinculat a l'estructura franquista.
El 1946 es traslladà a l'Escola Normal de Barcelona on va ser professor fins a la seva jubilació. Tot i que mantingué vincles amb Girona com ara la seva participació als "Juegos Florales de Gerona" com a membre del jurat amb Jaume Vicens Vives o Joaquim Pla i Dalmau.

## Obres
- Gramática de la lengua española. Girona : Dalmau Carles, Pla, 1929.
- Gramática castellana. [s. l.] : [s.n.], [1930?]
- Gramática castellana. Segundo grado. [Barcelona? : s.n., 1930?] (Cortina)
- Gramática de la lengua española. Grado tercero. Barcelona : Cortina, [19..]